# Jason Edwards
Jason Edwards, född 1965 i Tamworth, Birmingham, England, är en brittisk musiker och musikproducent.
Jason Edwards är mest känd som gitarristen i hårdrocksbandet 'Wolfsbane', som under tidigt 90-tal slog igenom när de skrev på för skivbolaget 'Def American'. Han blev producent då Wolfsbane plötsligt upplöstes då Blaze Bayley, Wolfsbanes frontman, lämnade bandet för Iron Maiden 1994. Han var senare prodocerant för  David Walls, känd från The Wildhearts, soloalbum där Edwards även spelade gitarr.

## Diskografi
- Live Fast, Die Fast - Wolfsbane (1989)
- Down Fall the Good Guys - Wolfsbane (1991)
- Massive Noise Injection - Wolfsbane (1992)
- Wolfsbane - Wolfsbane (1994)
- Lifestyles of the Broke and Obscure - Wolfsbane (2001)
- Yoni - Ginger (2007)